# Centro Universitario de los Lagos
El Centro Universitario de los Lagos (CULagos) es una institución de educación superior que forma parte de la  Universidad de Guadalajara (UdeG) en México. La UdeG es una de las universidades más grandes y prestigiosas de México, y cuenta con varios centros universitarios distribuidos en distintas regiones del estado de Jalisco.
El CULagos ofrece diversos programas de licenciatura y posgrado en áreas como administración, ingenierías, ciencias de la salud, entre otras. Además de su función académica, el centro realiza actividades de investigación y extensión, contribuyendo al desarrollo científico, tecnológico, cultural y social de la región.
Su campus está ubicado en la región de Los Lagos, específicamente en la ciudad de Lagos de Moreno, Jalisco. Al ser una de las sedes regionales de la UdeG, el CULagos desempeña un papel importante en la descentralización y democratización de la educación superior en Jalisco, permitiendo a los jóvenes de esa región acceder a una educación universitaria de calidad sin tener que desplazarse a la capital del estado o a otras ciudades más grandes.

## Historia
El Centro Universitario de los Lagos (CULagos) es una institución académica ubicada en Lagos de Moreno y San Juan de los Lagos, perteneciente a la Red de la Universidad de Guadalajara (UdeG). Esta entidad fue fundada el 17 de diciembre de 2004, consolidándose como una dependencia esencial para la educación superior en la región de Altos Norte de Jalisco.
La historia de este centro tiene sus raíces en 1994, cuando la UdeG inició una transformación para convertirse en una Red Universitaria. Como resultado, se crearon seis Centros Universitarios temáticos y cinco regionales. Dentro de los regionales estaba el Centro Universitario de los Altos, que originalmente tenía tres sedes: Tepatitlán, San Juan de los Lagos y Lagos de Moreno.
Sin embargo, en una decisión tomada por el Consejo General Universitario el 29 de marzo de 2003, se separaron las sedes de San Juan de los Lagos y Lagos de Moreno del Centro Universitario de los Altos, creando el Campus Universitario Lagos. Aunque inicialmente operó como "Campus Universitario Lagos" durante un periodo de casi dos años, en diciembre de 2004, el mismo consejo decidió elevar su estatus y reconocerlo como el Centro Universitario de los Lagos.
La creación y evolución de CULagos reflejan el compromiso de la UdeG de descentralizar la educación superior y ofrecer oportunidades educativas de alta calidad en diferentes regiones de Jalisco. La institución juega un papel crucial en el desarrollo educativo, cultural y social de la región de Altos Norte, proporcionando formación académica y contribuyendo a la investigación en diversas áreas del conocimiento.

## Oferta Educativa
Lo siguiente
Licenciatura
- Abogado Escolarizado
- Abogado Semiescolarizado
- Administración
- Humanidades con orientaciones en Filosofía, Letras, Historia y Antropología.
- Ingeniería en Administración Industrial
- Ingeniería en Bioquímica
- Ingeniería en Electrónica y Computación
- Ingeniería en Videojuegos
- Ingeniería Industrial
- Ingeniería Mecánica- Eléctrica
- Ingeniería Mecatrónica
- Lenguas y Culturas Extranjeras
- Periodismo
- Psicología
- Tecnologías de la Información

Maestría
- Ciencia y Tecnología
- Energías renovables
- Historia Cultural

Doctorados
- Ciencia y Tecnología